# ХТЗ-12
ХТЗ-12 — електротрактор, що вироблявся Харківським тракторним заводом.
Виробництво розпочалося 1952 року, але незабаром трактор перестали виробляти через незадовільні агрономні показники. Загалом випустили лише 32 трактори.

### Історія створення
Електротрактор був розроблений у Всесоюзному інституті електрифікації сільського господарства доктором технічних наук Лістовим П. та інженером Стеценко В. Основою для трактора став СХТЗ-НАТИ. На ньому було встановлено електродвигун змінного струму потужністю 38 кВт та напругою 1 кВ. Живлення відбувалося по гнучкому кабелю довжиною 750 метрів, який намотувався на барабан. Барабан знаходився під капотом і був облаштований намотувальним пристроєм, якій під час роботи машини розмотував і намотував кабель через виносну стрілу з роликами. Живлення подавали з польової електростанції або пересувної трансформаторної підстанції підключеної до високовольтної мережі струмоприймальною щоглою.
Без пересування трансформатора, від якого живився трактор, можна було обробляти від 15 до 60 гектар, а при використанні додаткової кабельної підводи — більш, ніж 200 гектар.
Керував трактором один тракторист.
Відео роботи тракторів.